# Iumiaixur
Iumiaixur (en rus: Юмьяшур) és un poble d'Udmúrtia, a Rússia, el 2008 tenia 256 habitants. Pertany al raion d'Alnaixi.